# Cymatura wallabergeri
Cymatura wallabergeri là một loài bọ cánh cứng trong họ Cerambycidae.